# Ichiko Aoba
Ichiko Aoba (jap. 青葉市子, Aoba Ichiko) (ur. 28 stycznia 1990 w Urayasu) – japońska piosenkarka folkowa i autorka tekstów. Gra na gitarze, pianinie, klarnecie, akordeonie i flecie.
Jej muzyka jest inspirowana jej snami.

## Życie prywatne
Aoba urodziła się w Urayasu. Wychowała się w prefekturze Kioto w Japonii.
Zaczęła naukę gry na gitarze klasycznej w wieku 17 lat. Jej nauczycielką i mentorką była japońska piosenkarka i autorka tekstów Anmi Yamada.
Jej muzyka jest inspirowana twórczością Disneya i Studia Ghibli. 

## Kariera
Wydała łącznie 9 albumów studyjnych i kilka albumów koncertowych.
W 2010 roku wydała swój pierwszy album, Razor Girl (jap. 剃刀乙女).
W 2012 roku Aoba została przedstawiona liderowi zespołu Mahi to the People – Gezan – przez ich wspólnego przyjaciela Koji Shimotsu (liderowi zespołu Odotte Bakari no Kuni).
Aoba i Mahito utworzyli duet Nuuamm, który od tego czasu wydał dwa albumy studyjne: Nuuamm (2014) i w/ave (2017).
W 2013 roku Ichiko współpracowała przy sztuce teatralnej „9 Days Queen” autorstwa dramaturga Go Aoki. Współpracowała też z firmą Mum & Gypsy Takahiro Fujity przy produkcji „Cocoon”.
Muzyka Ichiko Aoby pojawiła się na ścieżce dźwiękowej remake’u gry „The Legend of Zelda: Link’s Awakening” z 2019 roku wydaną na konsolę Nintendo Switch i została wykorzystana do promocji gry w Japonii.
Aoba współpracowała z artystami takimi jak: Ryuichi Sakamoto, Taylor Deupree, Cornelius, Haruomi Hosono, Mac DeMarco, Sweet William i MahiToThePeople.
Od 2020 roku wydaje muzykę we własnej niezależnej wytwórni muzycznej – hermine.

## Dyskografia[5]

### Albumy studyjne
- 2010: Kamisori Otome (剃刀乙女)
- 2011: Origami (檻髪)
- 2012: Utabiko (うたびこ)
- 2013: 0
- 2016: Mahoroboshiya (マホロボシヤ)
- 2018: qp
- 2020: Windswept Adan (ア ダ ン の 風)
- 2022: Amiko
- 2023: Sketch (青葉市子)

### Albumy koncertowe
- 2011: Kaizokuban (かいぞくばん)
- 2014: 0%
- 2017: Pneuma
- 2020: „gift” w Sogetsu Hall
- 2021: Live at Ginza Sony Park
- 2021: Koncert „Windswept Adan” w Bunkamura Orchard Hall
- 2021: Live at Jazzstate, 4.12.2019 (z Albertem Karchem)
- 2023: Live at Milton Court (z 12 Ensemble)

### Single
- 2020: amuletum bouquet
- 2020: gift” BGM
- 2020: Seabed Eden
- 2021: Asleep Among Endives
- 2021: Windswept Adan Roots
- 2022: hello
- 2023: Space Orphans
- 2023: meringue doll

### Inne wydania
- 2011: Hinoko (火のこ) – Ichiko Aoba i Kazuhisa Uchihashi
- 2012: Meteor (流星) – Haruka Nakamura i Ichiko Aoba
- 2013: Radio (ラヂヲ) – Ichiko Aoba i The Fairies (青葉市子と妖精たち)
- 2013: Yura Yura – Ovall (Dawn) (gościnnie – Ichiko Aoba)
- 2013: Soto wa Senjou da yo (外は戦場だよ) – Cornelius (Ghost in the Shell: Arise OST) (gościnnie – Ichiko Aoba)
- 2019: Amaneki (あまねき) – Sweet William i Ichiko Aoba